# 外ノ池亜希
外ノ池 亜希（とのいけ あき、1979年3月3日 - ）は、長野県上伊那郡辰野町出身のスピードスケート選手である。所属はアルピコ→ストロングスアスリートクラブ。父はコーチでもある外ノ池信平。

## 略歴
東海大学付属第三高等学校在学時1996年アジア冬季競技大会に出場、1000mと1500mで銀メダルを獲得した。18歳で1998年長野オリンピック出場、1500mで16位となった。以降2002年ソルトレークシティオリンピック、2006年トリノオリンピックと3大会連続出場。ソルトレイクシティでは女子1000メートルにて1分14秒64の日本記録で7位に入賞。
2006年現役引退を表明。その後江連忠ゴルフアカデミーに入門、「チーム・江連」の一員となり、プロゴルファーを目指し修行を積んでいる。
2009年、江連アカデミーを退き、地元でトレーニングを積む。
2011年7月6日、茅野市によって「縄文ふるさと大使」に選らばれる。